# Hermila Galindo

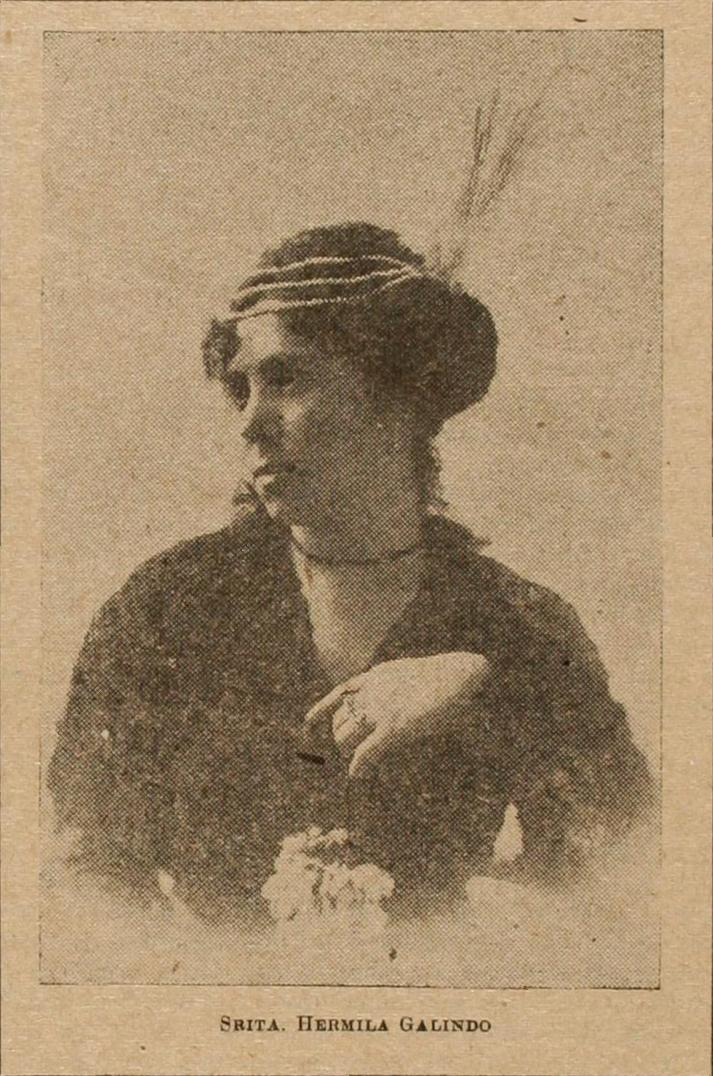
Hermila Galindo, undatiertes Foto, veröffentlicht 1917

Hermila Galindo Acosta (auch Hermila Galindo de Topete und María Hermila Acosta) (geb. 2. Juni 1886 in Villa Lerdo, Durango, Mexiko; gest. 18. August 1954 in Mexiko-Stadt, Mexiko) war eine mexikanische Feministin und Schriftstellerin. Sie unterstützte früh viele radikale feministische Themen, vor allem Sexualkundeunterricht an Schulen, Frauenwahlrecht und Scheidungen. Sie war eine der ersten Feministinnen, die der katholischen Kirche vorwarfen, feministische Anstrengungen zu vereiteln, und war die erste Frau, die sich in Mexiko für ein Wahlamt aufstellen ließ.

## Kindheit und Jugend
Hermila Galindo Acostas Eltern waren Rosario Galindo und Hermila Acosta. Sie wurde mit dem Familiennamen ihrer Mutter auf den Namen María Hermila Acosta getauft, vermutlich wurde sie zunächst nicht von ihrem Vater anerkannt. Ihre Mutter starb drei Tage nach ihrer Geburt. Ihr Vater erkannte sie dann an und ihr Name wurde in Hermila Galindo Acosta geändert. Hermila wurde von ihrer unverheirateten Tante Ángela Galindo aufgezogen. Sie hatte zwei Halbbrüder, zu denen sie aber keine engere Beziehung hatte. Acosta ging in Villa Lerdo zur Schule und besuchte dann eine Industrieschule in Chihuahua, wo sie Buchhaltung, Stenografie, Telegrafie, Schreibmaschine sowie Englisch und Spanisch lernte. 1899, im Alter von 13 Jahren, kam sie wieder nach Hause und gab ab dann Kindern Privatunterricht in Stenografie und Schreibmaschine. 1911 zog sie nach Mexiko-Stadt. 1916 starb ihr Vater.

## Leben
In Mexiko-Stadt angekommen, trat Galindo einem liberalen Club bei, wurde zu einer öffentlichen Unterstützerin von Venustiano Carranza und setzte sich gegen Porfirio Díaz ein. Sie wurde von Venustiano Carranza entdeckt, als sie bei seiner Rückkehr in die Hauptstadt eine Willkommensrede für ihn hielt. Er bot ihr daraufhin an, mit ihm in Veracruz zu arbeiten. Sie wurde seine Privatsekretärin und setzte sich weiterhin für die Rechte der mexikanischen Frauen und liberale Ideologien ein. Carranza unterstützte ihre Bemühungen und erlaubte ihr, feministische Propaganda in den südmexikanischen Bundesstaaten Tabasco, Campeche und Yucatán und im traditionell liberalen Bundesstaat Veracruz sowie in Carranzas Heimatstaat Coahuila, San Luis Potosí und Nuevo León zu verbreiten. Carranza ernannte sie auch zu seiner Vertreterin in Kuba und Kolumbien, um seine Politik im umliegenden Lateinamerika bekannt zu machen.
1915 gründete sie eine Zeitschrift mit dem Titel La Mujer Moderna („Die moderne Frau“). Neben Aufsätzen, in denen sie feministische Ideen erörterte, diente sie auch als Propaganda zur Unterstützung Carranzas. Fast alle ihre Arbeiten unterstützten in irgendeiner Weise die politische Kampagne Carranzas. Die Zeitschrift enthielt auch Artikel, in denen sie ihre Ablehnung gegenüber der katholischen Kirche und deren Kontrollmethoden zum Ausdruck brachte. Sie war eine der ersten Feministinnen, die sich über die Kirche und ihre Ansichten über Frauen äußerte. Galindo arbeitete mit vielen anderen Journalistinnen und Feministinnen zusammen, wobei die meisten dieser Frauen aus Spanien stammten und für dieselben Themen wie Galindo kämpften. Die bekanntesten Frauen, die aus ihrer Zeitschrift und ihren Artikeln hervorgehen, sind María Luisa de la Torre de Otero, Clarisa P. de Torres, Julia D. Febles Cantón Vda. de Palomeque, Micaela Rosado de P., Bolivia M. de Rivas, Rosario Rivas Hernández, María Pacheco, Artemisa N. Sanz Royo und Luz Calva. Obwohl die Zeitschrift den Titel La Mujer Moderna trug, bezog sie weiterhin männliche Journalisten in ihre Arbeiten ein. Schließlich schrieb sie neben mindestens fünf weiteren Büchern auch die Biografie von Carranza. Eines ihrer Bücher, Un presidenciable: el general Don Pablo Gonzalez, handelte von General Pablo González Garza, der während der mexikanischen Revolution unter Präsident Carranza General war. Ihre Unterstützung für Carranza war unübersehbar, denn alle ihre Werke bezogen sich auf ihn; sogar die feministische Zeitschrift.
Zu dieser Zeit galten ihre Ansichten über Sexualerziehung und die Sexualität der Frauen als äußerst radikal. Ihr Ansatz, Gleichberechtigung und Frauenrechte zu erreichen, wurde als umstritten angesehen. Auf dem Feministenkongress von 1916, an dem Galindo nicht teilnahm, verlas César González, ein Bildungsverwalter von Carranza, eine Erklärung, in der Galindo die männliche Doppelmoral in Mexiko angriff. Nach der Verlesung dieser Erklärung gingen konservative Frauengruppen in die Defensive und antworteten mit einer Erklärung, in der sie die traditionelle Rolle der Frau unterstützten und die Bildung der Frauen ablehnten.
Carranza erlaubte Galindo, dem Verfassungskongress von 1917 einen Vorschlag für die Gleichberechtigung der Frauen vorzulegen, doch wurde dieser Punkt von der endgültigen Agenda gestrichen. Ihre starke Unterstützung für Carranza kam in ihren Schriften zum Ausdruck, in denen sie ihren Glauben an ihn und sein Potenzial zur Schaffung einer sozialen Revolution zum Ausdruck brachte. Durch ihn glaubte sie, dass Frauen das Wahlrecht erhalten könnten und dass es Hoffnung auf soziale Reformen gäbe. Letztendlich gelang es Carranza nicht, den versprochenen Wandel herbeizuführen. Stattdessen wurde er wegen seiner Korruption als Feind der Revolution angesehen, was Galindo desillusionierte.
Am 2. März 1917 nahm sie die Sache selbst in die Hand und kandidierte für das Abgeordnetenmandat im Wahlkreis 5 von Mexiko-Stadt. Die Historikerin Gabriela Cano berichtet, dass „es das erste Mal war, dass in Mexiko eine Frau zu Wahlen antrat“ (Gabriela Cano). Obwohl einige Aufzeichnungen zeigen, dass Galindo die Mehrheit der Stimmen erhielt, lehnte das Wahlkollegium ihre Ergebnisse mit der Begründung ab, dass es sich nur an das Gesetz halte, das Frauen verbot. Sie akzeptierte die Ablehnung, machte aber deutlich, dass es ihr darum ging, öffentlich zu zeigen, dass Frauen gewählt werden können und die Möglichkeit haben sollten, öffentliche Ämter zu bekleiden.
Im Jahr 1923 nahm Galindo an einem Feministenkongress im Bundesstaat Tabasco teil und organisierte mehrere revolutionäre Clubs in Campeche, Tabasco, Veracruz und Yucatán. Noch im selben Jahr heiratete sie und beendete ihr politisches Engagement.
Hermila Galino starb am 18. August 1954 am Alter von 68 Jahren in Mexiko-Stadt. Sie wurde auf dem Panteón Americano in Mexiko-Stadt beigesetzt.

## Anerkennung
Am 2. Juni 2018 wurde Galindo anlässlich ihres 132. Geburtstages in Mexiko durch ein Google Doodle geehrt.
Seit dem 20. November 2020 ziert Galindos Antlitz die neuen 1000-Mexikanische-Peso-Scheine.

## Schriften (Auswahl)
- La Mujer moderna (1915–1919)
- Estudio de la Srita. Hermila Galindo : con motivo de los temas que han de absolverse en el Segundo Congreso Feminista de Yucatán. 20. November 1916 (spanisch).
- La doctrina Carranza y el acercamiento indo-latino. 1919 (spanisch).
- Un presidenciable: el general Don Pablo Gonzalez. 1919 (spanisch).
- Mi grano de arena en esa hermosa labor. In: La doctrina Carranza y el acercamiento indolatino. Mexiko 1919, S. 159–67 (spanisch).